# 伊藤薫 (作曲家)
伊藤 薫（いとう かおる、1953年10月22日 - ）は、日本のソングライター、歌手。東京都品川区出身。なお、チューリップなどで活躍したドラマーの伊藤薫とは同姓同名の別人。

## 略歴
- 1972年、佐藤龍一とのフォークデュオ「龍+1」でキャニオンレコードよりデビュー。後に「竜とかおる」と改名。
- 1976年 グループ解散。ソロとして、かおる名義でシングル「想い出してごらん」とアルバム「アルバム」をリリース。
- CM音楽やバックバンドのギタリストとして活動。
- 1978年、水越けいこ「しあわせをありがとう」「めぐり逢いすれ違い」「ほほにキスして」など多くの作詞、作曲を手がけ、作家活動開始。
- 1983年、「ラヴ・イズ・オーヴァー」がヒットしロングセラーとなり、以後多くのアーティストに作品提供し、併行してセルフアルバム・シングル等も発売。1985年、「君への道」でソロデビュー[1]。
- 2000年、テレビ山梨、千葉テレビ、音楽専門チャンネル等テレビ、ラジオ出演も始める。

## 提供楽曲
- 麻見和也「プライベートはお前さ」
- 麻生詩織「帰りたくない夜」
- 安倍なつみ「Too far away 〜女のこころ〜」（「Too far away」と同楽曲だが、歌詞が一部異なる）「Too far away」
- 杏里「コットン気分」「砂浜」※かおる名義
- 石川さゆり「純・情歌」(作詞）
- 石川ひとみ「ミス・ファイン」（作曲）
- 石坂智子「ありがとう」「デジタル・ナイト・ララバイ」「ふたりの恋はABC」「流れ雲」「北国へ」
- 石原じゅんこ＆国安修二「Tokyo」(作詞）
- 梅沢富美男「ココロの唄」（アニメ『笑ゥせぇるすまん』エンディングテーマ）
- 欧陽菲菲「ラヴ・イズ・オーヴァー」「愛伝説」
- 小片リサ「君が好き」
- 甲斐智枝美「スタア」
- 北川大介「横濱のブルース」（作詞）
- 香坂みゆき「レイラ」「KIRARI」「Too far away」
- KEI（本人の別名義）アニメ映画『対馬丸 —さようなら沖繩—』オープニング「空を自由に」、エンディング 「海の記憶」（作詞、作曲）
- 小林千絵アニメ『世界名作劇場』牧場の少女カトリOP「Love with You～愛のプレゼント～」ED「風の子守歌」
- 小林清美「どんな強い風の中でも」「CHANGE」（OVA「湘南爆走族」/ テーマソング）
- 五味美保「君への道」（「Too far away」と同楽曲）
- 小柳ルミ子「だらしがないね」
- 桜田淳子「パーティー・イズ・オーバー」
- 沢田知可子「片思い」
- Sherry（加藤いづみ）「風のファンタジア」（アニメ『ロードス島戦記』エンディングテーマ）
- 田中律子「また夏が来る・・・」
- 高橋由美子「FIGHT!」
- 高山厳「抱いてあげる」
- 竹田えり「美しさは罪」（アニメ『パタリロ！』エンディングテーマ）
- 谷村新司「Far Away」（「Too far away」と同楽曲）
- 辻沢杏子「愛夢・キャッチ・コール」「ピエレット」
- 円谷皐「銀色の少年」
- 天童よしみ「天までとどけ」
- トライアングル「冬が近い」「本日晴天ナリ!」
- 野口五郎「19:00の街」（作詞）
- 氷川きよし「そこまで春が…」「魚津海岸」「犬吠物語」「片恋のサルサ」「My love～もう一度だけ～」「Jewel」「COME ON」「君がいないクリスマス」（作詞・作曲）「黄金色の砂」「大地の子守唄」（作曲）
- 日野美歌「越後路春知らず」
- 藤崎詩織「Memories -地球はメリーゴーランド-」(作詞)
- 藤本房子「パタリロ！」（作詞・作曲）
- ブルーメガホンズ「若き獅子たち～We are the Lions」（埼玉西武ライオンズ応援歌）（作曲）
- 福家美峰「恋人講座」（作詞・作曲）
- 堀内孝雄「Far Away」（「Too far away」と同楽曲）
- 前川清 「恋するお店」（作曲）「愛がほしい」
- 前田達也 「TRUE DREAM」「HELLO THERE!」（特撮・ブルースワット主題歌）
- マルシア「あなたの愛につつまれて」「愛を置き去りに」
- 三浦和人 「あなたを愛する想い」「百年の恋」（作詞）
- 水越けいこ「しあわせをありがとう」「めぐり逢いすれ違い」「Too far away」「ほほにキスして」「歌って死ねるなら」「水彩画」「星の子守唄」「夏の舞踏会」「海と少年」「夏の日だけの恋」
- 水野きみこ「小さな恋のメロディ」
- 水森亜土「アラレちゃんのララバイ」「ガッちゃんのうた」（作曲）（テレビアニメ『Dr.スランプ アラレちゃん』挿入歌）
- 水森かおり 「ひとり長良川」「越後水原」「水に咲く花・支笏湖へ」「高遠 さくら路」
- 三好鉄生「男たちのバラード」
- 都はるみ「NYすとーりー」
- みやさと奏｢もいちど生まれてくる時は｣（作詞）
- 森田まゆみ「予感」「点と線」「失恋」
- やしきたかじん「あんた」「たった独りのアンコール」「最後のネクタイ」「黄昏のベンチ」「哀しみのAgain」「黄昏のSolitude」「Too far away」「ラヴ・イズ・オーヴァー」「歌って死ねるなら」

## シングル
- 想い出してごらん（ニューエレックレコード TBE-101 1976年5月25日）
- 君への道（「Too Far Away」と同楽曲）
- 海の見える街で…
- 青空のDing-Dong（アニメ「若草物語ナンとジョー先生」ED歌）
- バレリーナ・ガール
- のすたるじあ

## アルバム
- アルバム（ニューエレックレコード TBL-1002 1976年5月25日）
- 君への道（トーラスレコード）
- 少年へ

## 参加アルバム
- ブルースワット ソングコレクション（全曲作詞、「THEME OF PLATINUM」歌唱）
- ディズニー よいこのダンス・ミュージック（「星に願いを」「愛を感じて」歌唱）

## 出演番組
- ウッテイな木曜日（テレビ山梨）
- チバテレビカラオケ大賞21（千葉テレビ） - 2002年から2016年まで、番組内にて審査員長を務めた。
- スター直伝熱唱歌ごころ（カラオケチャンネル）
- 愛のことば（東海テレビ)